# Propagación del sonido
La propagación del sonido se refiere a la transmisión de señales sonoras a través de un medio material en forma de ondas elásticas de compresión a través de dicho medio. Es decir, el sonido se propaga de un lugar a otro, pero siempre lo hace a través de un medio material, como el aire, el agua o el suelo. En el vacío, el sonido no se puede propagar, ya que no hay medio material de densidad apreciable.
En el aire el sonido se propaga a una velocidad de 340 metros por segundo (a {\displaystyle 20^{\circ }{\text{C}}} y 1 atm de presión, esta velocidad cambia notablemente con la temperatura). La propagación del sonido en los fluidos y toma la forma de fluctuaciones de presión. La velocidad de propagación en el aire depende también del viento. En los cuerpos sólidos la propagación del sonido implica variaciones del estado tensional del medio.
La propagación del sonido supone un transporte de energía sin transporte de materia, en forma de ondas mecánicas que se propagan a través de la materia sólida, líquida o gaseosa. Como las vibraciones se producen en la misma dirección en la que se propaga el sonido, se trata de una onda longitudinal, que se transmite en línea recta, desde el punto de origen.

## Fenómenos físicos que afectan la propagación del sonido
Transmisión
El acero es un medio muy elástico, en contraste con la plastilina, que no lo es. Otros factores que influyen son la temperatura y la densidad.
Absorción
La capacidad de absorción del sonido de un material es la relación entre la energía que absorbe y la energía que reflejada cuando el sonido incide sobre él
Su valor varía entre 0 (toda la energía se refleja) y 1 (toda la energía es absorbida).
Reflexión
Fenómeno por el cual una onda se refleja en un material no absorbente o parcialmente absorbente del sonido.
El eco se produce cuando este sonido es alterado por una constante que da como resultado un sonido que se refleja en un medio más denso y llega al oído de una persona con una diferencia de tiempo igual o superior a 0,1 segundos, respecto del sonido que recibe directamente de la fuente sonora.
Refracción
Cuando un sonido pasa de un medio a otro, se produce refracción. La desviación de la onda se relaciona con la rapidez de propagación en el medio.
El sonido se propaga más rápidamente en el aire caliente que en el aire frío, porque al aumentar la temperatura, la rapidez de las moléculas del medio aumenta, lo que ocasiona un incremento en la rapidez de la propagación de la onda.

Difracción o dispersión
Si el sonido encuentra un obstáculo en su dirección de propagación, en el borde del obstáculo se produce el fenómeno de difracción, por el que una pequeña parte del sonido sufre un cambio de dirección y puede seguir propagándose.

Difusión
El sonido se propaga de un lugar a otro, pero siempre lo hace a través de un medio material, como el aire, el agua, la madera. En el vacío, el sonido no se difunde debido a que no hay un medio material por el cual pueda propagarse. En el aire, el sonido puede viajar a una velocidad de 343 m/s, pero todo depende de su temperatura.

## Velocidad del sonido
La velocidad de propagación de la onda sonora (velocidad del sonido) depende de las características del medio en el que se transmite dicha onda: presión, temperatura, densidad, humedad. En general, la velocidad del sonido es mayor en los sólidos que en los líquidos y en los líquidos mayor que en los gases, dada la densidad de las partículas que permite un mayor intercambio de energía cuando estas se encuentran más cerca.
- La velocidad del sonido en el aire (a una temperatura de 20 °C) es de 343 m/s. La ecuación creada por Newton y posteriormente modificada por Laplace que permite obtener la velocidad del sonido en el aire teniendo en cuenta la variable de la temperatura es "331+(0,6 x Temperatura)".
- En el agua (a 35 °C) es de 1493 m/s (a 22 °C) es de 1505 m/s.
- En la madera es de 3990 m/s.
- En el hormigón es de 4000 m/s.
- En el aluminio es de 5090 m/s.
- En el vidrio es de 5190 m/s.
- En el acero es de 6099 m/s.

### Fórmula general
En un medio comprimible, la velocidad del sonido {\displaystyle v_{s}} en ese medio es calculable a partir de la ecuación de estado que da la presión en términos de la densidad {\displaystyle p(\rho )}. Concretamente la expresión general es:

(1){\displaystyle v_{s}={\sqrt {\left({\frac {\partial p}{\partial \rho }}\right)_{S}}}}

Para un gas esta expresión aproximar mediante la ecuación de los gases ideales como:

(2){\displaystyle v_{s}={\sqrt {\frac {kT}{m_{M}}}}}

donde {\displaystyle k} es la constante de Boltzmann, {\displaystyle T} es la temperatura absoluta y {\displaystyle m_{M}} la masa molecular promedio del gas.
Para un sólido podemos usar la teoría de la elasticidad para aproximar el comportamiento bajo compresión, resultando que la velocidad del sonido es:

(2){\displaystyle v_{s}={\sqrt {\frac {E}{\rho }}}}

donde {\displaystyle E} es el módulo de Young y {\displaystyle \rho } es la densidad del material.